# Як-142
Як-142 (Як-42А) — ближнемагистральный пассажирский самолёт, разработанный в СССР в конце 1980-х годов. Является дальнейшим развитием самолёта Як-42Д. Отличается улучшенными экономическими характеристиками и аэродинамикой, а также удлинённым фюзеляжем. Первый прототип изготовлен в 1992 году. Демонстрировался публике на Московском аэрокосмическом салоне, в Ле-Бурже, в Берлине.

## Конструкция самолёта
Як-142 построен по аэродинамической схеме свободнонесущего низкоплана с Т-образным оперением. Конструкция цельнометаллическая. Шасси трёхопорное, с носовой стойкой. Силовая установка состоит из трёх ТРДД Д-36 предприятия Прогресс взлётной тягой 3х6500 кгс. Разработаны несколько вариантов компоновки салона, рассчитанных на перевозку от 39 до 132 пассажиров.

## Лётно-технические характеристики
Технические характеристики
- Экипаж: 2
- Пассажировместимость: 156, 162, 180, 138, 132 места (в зависимости от варианта компоновки)
- Грузоподъёмность: 14820 кг (18000 кг максимальная)
- Длина: 38,40 м
- Высота: 9,83 м
- Площадь крыла: 150,0 м2
- Масса снаряжённого: 38400 кг
- Нормальная взлётная масса: 57500 кг
- Масса топлива во внутренних баках: 9600 кг
- Силовая установка: 3 × ТРДД Д-36
- Тяга: 3 × 6500 кгс

Лётные характеристики
- Максимальная скорость: 800 км/ч
- Крейсерская скорость: 750 км/ч
- Практическая дальность: 2700 км
- Перегоночная дальность: 5000 км
- Практический потолок: 9600 м

## Эксплуатанты
- Лукойл-Авиа